# ظبي ملكي
الظبي الملكي (الاسم العلمي: Neotragus pygmaeus) أصغر أنواع الظباء متوطن في غرب أفريقيا. ارتفاع الأكتاف 25-30 سنتيمتر، وزنه 3.2-3.6 كيلوغرام.

## اقرأ كذلك
- قائمة مزدوجات الأصابع حسب العدد